# Brian Teacher
Brian Teacher, född 23 december 1954, Omaha, Nebraska, amerikansk högerhänt tidigare professionell tennisspelare. 

## Tenniskarriären
Brian Teacher vann som ATP-proffs 8 singel- och 16 dubbeltitlar på WCT-touren under perioden 1976-1985. Han rankades som bäst på sjunde plats i singel (oktober 1981) och på 28 plats i dubbel (januari 1984). Han spelade sammanlagt in 1 426 514 US dollar i prispengar.
Teachers främsta singelmerit är mästerskapstiteln i Grand Slam-turneringen Australiska öppna 1980. I finalen besegrade han australiern Kim Warwick med siffrorna 7-5, 7-6, 6-2. 

## Spelaren och personen
Brian Teacher började redan som 5-åring att spela tennis och att simma. Han föredrog från början simning, men blev tvungen att sluta med den idrotten på grund av öron- och halsproblem. Han fortsatte därefter med tennis och utvecklades till en gänglig (190 cm lång) spelare med en blixtrande serve. Som 18-åring vann han både singel- och dubbeltiteln i juniormästerskapen Orange Bowl.
År 1973 började Teacher studera ekonomi vid University of California-Los Angeles. Han deltog framgångsrikt i universitetets NCAA-lag 1975-76. Samma år (1976) blev han proffs.
Brian Teacher är numera bosatt i San Diego, Kalifornien. Han är gift med Lori. Paret har två döttrar.

## Grand Slam-titlar
- Australiska öppna
  - Singel - 1980

## Övriga singeltitlar (7)
- 1977 - Jackson
- 1978 - Taipei
- 1979 - Newport
- 1981 - Columbus
- 1983 - Dortmund WCT, München WCT, Columbus.